# 大國藥妝店
大國藥妝店（日语：ダイコクドラッグ），公司全名是，是日本一家知名連鎖藥妝店。1988年第一家店鋪在大阪御堂筋線的大国町站開業，因而取名大國藥妝店。

## 历史
截至2017年10月，已開設179家直營門市，雖然沒有在全國完全展店，但分店都集中在旅遊業較發達的大都市，總部在關西大阪市，所以關西的分店是最集中的，尤其是大阪市及兵庫縣分店最多，超越東京的分店。客源除了本國人，還有外國觀光客，其中中國人、台灣人及韓國人在觀光客的客群是最大眾。
在日本主要競爭對手有松本清、Sundrug藥妝店、唐吉訶德等等。

## 其他事業內容

### AKIBA藥局＆咖啡廳
AKIBA藥局＆咖啡廳（日语：AKIBAドラッグ&カフェ）是由大國經營的女僕咖啡廳與藥妝店的複合店舖，已於2016年歇業。

### DD Princess
DD Princess（日语：DDプリンセス）是大國藥妝店的形象女孩，因閉店而於2017年解散。

## 外部連結
- 大國藥妝店網站 （页面存档备份，存于）
- 大國藥妝官方全球旗艦店 （页面存档备份，存于）
- 大國藥妝官方網路商城 （页面存档备份，存于）
- 大國藥妝官方中文facebbok
- 大國藥妝官方中文instagram